# Stafford James
Stafford James (Evanston, 24 april 1946) is een Amerikaanse jazzbassist.

## Biografie
Stafford James vervulde zijn militaire dienstplicht bij de United States Air Force. Na zijn ontslag uit het leger studeerde hij aan de University of Chicago bij Rudolf Fahsbender. In 1969 ging hij naar New York, waar hij ging werken bij de post en daarnaast studeerde aan het Mannes College of Music bij Julius Levine. Daar ontmoette hij Pharoah Sanders, met wie hij zijn eerste jazzconcerten in New York speelde. Spoedig werkte hij ook met Alice Coltrane en Albert Ayler, met wie hij in 1970 een Canadese tournee afwerkte. In 1971 ontmoette hij de zangeres Melba Moore, met wie hij als deel van de David-Frost-Revue optrad. In 1973 was hij voor de eerste keer met Gary Bartz in Europa. In 1974 werd hij lid van de Jazz Messengers van Art Blakey. In 1976 speelde hij met Dave Burrell bij de Wildflowers Loft-Sessions. Gelijktijdig ontmoette hij Betty Carter, met wie hij een levenslange vriendschap deelde, en Woody Shaw.
In 1976 formeerde James zijn eigen kwartet, waarmee hij ook Europa bereisde. Daar ontmoette hij Dexter Gordon, met wie hij in New York het album Homecoming opnam. Hij is ook te horen op Tokyo 1975. Hij was ook op een Europese tournee met de gitarist John Scofield en hij nam met hem het album Roughhouse op. Na het album Stafford James nam hij in 1978 met The Stafford James Ensemble zijn tweede album op als orkestleider.
Begin jaren 1980 werkte hij tournees af door Australië, Nieuw-Zeeland, Japan, Mexico en Zuid-Amerika. In 1982/1983 speelde hij bij Woody Shaw, was hij te horen op opnamen van At Onkel Pö's Carnegie Hall/Hamburg '82 en Live in Bremen 1983 (Resonance). In 1983 begon zijn samenwerking met Jimmy Heath. Met het Woody Shaw kwintet nam hij deel aan een tournee van de United States Information Agency door Noord-Afrika, India en Syrië.
In 1986 ontstond zijn compositie Ethiopian Suite voor twee contrabassen, strijkersensemble, drums en dansers, die als deel van het Celebrate Brooklyn Dance Festival werd opgevoerd. Daarnaast arrangeerde hij in dat jaar composities van Duke Ellington voor zich, de pianist Mulgrew Miller en de celliste Akua Dixon. In 1987 componeerde hij zijn Sonatina voor viola d'amore en contrabas, die in de Verenigde Staten in de Bates Recital Hall en bij het Europese muziekfestival in 1988 première had.
In 1989 verhuisde hij naar Parijs, waar hij optrad met muzikanten als Pharoah Sanders, Barney Wilen, Monty Waters en Lavelle en waar hij de band Stafford James Project formeerde. In 1991 nam hij met het Oekraïense nationaal orkest Feuervogel van Igor Stravinsky op. In 1994 was hij jurylid bij de Leverkusener Jazztagen en speelde hij 17 composities in voor de WDR. Daarnaast werkte hij ook in trio-bezetting met de pianist Onaje Allan Gumbs en de drummer Ronnie Burrage. In 1995 componeerde hij Les Alpes aux Carpates voor contrabas, twee panfluiten, strijkersorkest, vrouwenkoor, synthesizer en slagwerk.
In 1998 werkte hij een tournee af door België, Nederland, Duitsland, Oostenrijk en Italië als kwartet met Buster Williams, Angá Diaz (later Don Alias) en Ronnie Burrage.
- Biblioteca Nacional de España: XX6569011
- Bibliothèque nationale de France: cb139490004 (data)
- Gemeinsame Normdatei: 134661192
- International Standard Name Identifier: 0000 0000 7252 4410
- Library of Congress Control Number: n84002096
- MusicBrainz: ca4386ee-fa33-48f6-9aec-36c0f76157af
- Nationale Bibliotheek van Israël: 987007317033105171
- SNAC: w6745fsz
- Virtual International Authority File: 100986550
- WorldCat: E39PBJymBfBxv8MbB4CqqBQ6rq